# Kariokineza
Kariokineza – podział jądra komórkowego na dwa jądra potomne, z wyróżnicowaniem się chromosomów. Rozróżnia się dwa rodzaje:
- kariokineza somatyczna – zachodzi w mitozie, oba jądra potomne mają diploidalną (2n) liczbę chromosomów;
- kariokineza redukcyjna – zachodzi w mejozie, liczba chromosomów w obu jądrach potomnych zostaje zredukowana do haploidalnej (n).